# Bridget Hall
Bridget Hall (nacida el 12 de diciembre de 1977) es una modelo estadounidense. 
Hall nació en Springdale (Arkansas). A la edad de 10 años, estaba trabajando como modelo en Dallas, Texas. En esa época, vivía a las afueras de Farmers Branch, donde brevemente asistió al R. L. Turner High School. Poco después, se mudó con su madre Donna Hall a Nueva York para perseguir su carrera como modelo. A la edad de 17 años, ya aparecía en Forbes como una de las "diez mejores" supermodelos junto con Cindy Crawford y Christy Turlington.
Anteriormente con Ford Models, firmó con IMG Models y apareció en portadas de revistas de moda tales como Vogue,  Harper's Bazaar, ELLE y Allure y en desfiles de moda en Nueva York, París y Milán. Hall ha trabajado para una gran variedad de clientes incluyendo Pepsi Cola, Guess Jeans, y Anne Klein. Hall también es representada por Independent Models en Londres y 1 Model Management en Nueva York.
Fue incluida en los Sports Illustrated Swimsuit Issues desde 2002 hasta 2005. Fue el objeto/asunto de los trabajos de body painting de Joanne Gair body painting en varias ediciones.